# ティルマ川
ティルマ川（ティルマがわ、ロシア語: Тырма）は、ロシア連邦のハバロフスク地方を流れるブレヤ川の左支流の一つである。
満洲語などのツングース語ではシヤルミ川(Siyarmi bira)と呼ばれていた。

## 概要
ティルマ川の長さは334㎞、流域面積は15,100㎢で、小ヒンガン山を源流とする。11月以降は凍結し、解氷するのは4月下旬〜5月ころのこととなる。
17世紀より清朝（ダイチン・グルン）がこの地方を支配するようになるとニオマン川（現ブレヤ川）の調査が行われ、清朝作成の黒竜江流域地図（「ランタン地図」）にはシヤルミ川の位置と名称が記されている。